# Krežbinac
Krežbinac (Servisch cyrillisch Крежбинац) is een plaats in de Servische gemeente Paraćin. De plaats telt 547 inwoners (2002).